# Štabni lekarnar (Bundeswehr)
Štabni lekarnar (dobesedno nemško Stabsapotheker; okrajšava: StArzt; kratica: SAP) je specialistični častniški čin za sanitetne častnike farmacevtske izobrazbe v Heeru in Luftwaffe Bundeswehra. Sanitetni častniki medicine oz. dentalne medicine nosijo čin štabnega zdravnika (Heer/Luftwaffe/Bundesmarine) in veterinarji nosijo čin štabnega veterinarja (Heer); čin je enakovreden činu majorja (Heer in Luftwaffe) in činu poročnika bojne ladje (Marine).
Podrejen je činu višjega štabnega lekarnarja. V sklopu Natovega STANAG 2116 spada v razred OF-2, medtem ko v zveznem plačilnem sistemu sodi v razred A13.

## Oznaka čina
Oznaka čina je enaka oznaki čina stotnika oz. poročnika bojne ladje, pri čemer ima na vrh oznake dodano še oznako specializacije: kača nad izparilnico.
Oznaka čina sanitetnega častnika Luftwaffe ima na dnu oznake še stiliziran par kril.
Galerija
- Narokavna oznaka (Bundesmarine)